# 高山智恵
高山 智恵（たかやま ちえ、1991年3月11日 - ）は、大阪府大阪市出身の元ハンドボール選手。現在は高校教師。

## 経歴
2009年に日本ハンドボールリーグの広島メイプルレッズへ加入。
2011-12年シーズンはフィールド得点でリーグ3位の72得点を挙げ、シュート率はリーグ2位の.742を記録し、初のベストセブンに選ばれた。
2012-13年シーズンはリーグ1位のフィールド得点（83得点）を記録。2年連続でベストセブンに選出された。
2013-14年シーズンはフィールド得点でリーグ2位の99得点を記録。シュート率もリーグ2位の.767を記録し、3年連続となるベストセブンに選ばれた。
2014-15年シーズンは2年ぶりにフィールド得点賞を受賞（108得点）し、4年連続でベストセブンに選出。
2015-16年シーズンはリーグ2位のフィールド得点（49得点）を記録したが、5年連続となるベストセブン受賞は逃した。
2016-17年シーズンは2017年2月26日の北國銀行戦で通算500得点を達成。リーグ2位のフィールド得点（69得点）を記録し、2年ぶり5回目のベストセブンに選出された。
2017-18年シーズンはリーグ10位タイのフィールド得点（74得点）を記録し、2年連続でベストセブン賞を受賞した。シーズン終了後に現役を引退。

## 詳細情報

### 年度別成績
| 年       | チーム   | 試合 | フィールド 得点 | 率   | 7m  | 合計    | 警告 | 退場 | 失格 |
| -------- | -------- | ---- | --------------- | ---- | --- | ------- | ---- | ---- | ---- |
| 2009-10  | 広島     | 8    | 4/19            | .211 | 0/0 | 4/19    | 0    | 0    | 0    |
| 2010-11  | 広島     | 9    | 17/32           | .531 | 0/0 | 17/32   | 0    | 0    | 0    |
| 2011-12  | 広島     | 15   | 72/97           | .742 | 0/0 | 72/97   | 2    | 2    | 0    |
| 2012-13  | 広島     | 15   | 83/123          | .675 | 2/5 | 85/128  | 1    | 4    | 0    |
| 2013-14  | 広島     | 18   | 99/129          | .767 | 0/0 | 99/129  | 4    | 3    | 0    |
| 2014-15  | 広島     | 18   | 108/154         | .701 | 0/0 | 108/154 | 1    | 3    | 0    |
| 2015-16  | 広島     | 12   | 49/77           | .636 | 0/0 | 49/77   | 1    | 3    | 0    |
| 2016-17  | 広島     | 18   | 69/133          | .519 | 0/0 | 69/133  | 0    | 3    | 0    |
| 2017-18  | 広島     | 24   | 74/121          | .612 | 0/0 | 74/121  | 4    | 5    | 0    |
| JHL：9年 | JHL：9年 | 137  | 575/885         | .650 | 2/5 | 577/890 | 13   | 23   | 0    |

- 各年度の太字はリーグ最高

### タイトル・表彰
- フィールド得点賞：2回 (2012年・2014年)
- ベストセブン賞：6回 (2011年・2012年・2013年・2014年・2016年・2017年)

### 記録
- 通算200得点：2013年9月28日、対オムロン戦（中区スポーツセンター）[14]
- 50試合連続得点：2014年2月8日、対オムロン戦（徳島市立体育館）[14]
- 通算300得点：2014年11月9日、対オムロン戦（山鹿市総合体育館）[15]
- 通算400得点：2016年1月11日、対三重バイオレットアイリス戦（鈴鹿市立体育館）[16]
- 100試合連続得点：2017年2月25日、対飛騨高山ブラックブルズ岐阜戦（マエダハウジング東区スポーツセンター）[10]
- 通算500得点：2017年2月26日、対北國銀行戦（マエダハウジング東区スポーツセンター）[10]

### 背番号
- 15 (2009年 - 2018年)